# Patrick Baldwin Jr.
Patrick O'Neal Baldwin Jr. (Evanston, 18 de novembro de 2002), é um jogador norte-americano de basquete profissional que atualmente joga no Washington Wizards da National Basketball Association (NBA).
ELe jogou basquete universitário pela Universidade de Wisconsin–Milwaukee e foi selecionado pelo Golden State Warriors como a 28ª escolha do Draft da NBA de 2022.

## Início da vida
Patrick Baldwin cresceu em Evanston, Illinois, até a 8ª série. Ele jogou em vários times de basquete, incluindo a Liga FAAM (Fellowship of Afro-American Men). Em 2017, a família Baldwin se mudou para Wisconsin, porque seu pai se tornou o treinador principal de basquete masculino na Universidade de Wisconsin-Milwaukee.

## Carreira no ensino médio
Baldwin jogou basquete pela Hamilton High School em Sussex, Wisconsin. Durante seu primeiro ano, ele fez parte do time que chegou ao torneio estadual, perdendo para Oshkosh North de Tyrese Haliburton por 57-56 na final.
Em seu terceiro ano, Baldwin teve médias de 24,3 pontos e 10,8 rebotes por jogo, ganhando o Prêmio de Jogador do Ano do Wisconsin. Durante o segundo jogo de sua última temporada, Baldwin sofreu uma lesão no tornozelo que encerrou a sua temporada.

### Recrutamento
Baldwin foi um recruta de cinco estrelas consensual e um dos melhores jogadores da classe de 2021. Em 12 de maio de 2021, ele se comprometeu a jogar basquete universitário por Milwaukee sob o comando de seu pai, rejeitando as ofertas de Duke, Arizona State, Iowa, Kansas, Kentucky, LSU, Michigan, North Carolina, USC e Georgetown. Ele também foi a pessoa mais jovem a receber uma oferta para jogar em Duke, recebendo a oferta em seu segundo ano do ensino médio. Ele se tornou o recruta mais bem avaliado a se comprometer com um programa da Horizon League.

## Carreira universitária
Em sua estreia universitária, Baldwin registrou 21 pontos e 10 rebotes em uma vitória de 75-60 contra North Dakota. Em 23 de novembro de 2021, ele sofreu uma lesão na perna em uma derrota para Bowling Green, forçando-o a perder vários jogos. Baldwin sofreu uma lesão no tornozelo em 5 de janeiro de 2022, em uma vitória de 63-49 contra Green Bay. Baldwin retornou em 4 de fevereiro de 2022, em uma derrota de 70-60 para IPFW. Ele também jogou os próximos dois jogos contra Cleveland State e Northern Kentucky com média de 30 minutos e 6,5 pontos, antes de ficar de fora do resto da temporada por razões não reveladas. Baldwin teve médias de 12,1 pontos e 5,8 rebotes como calouro em uma temporada repleta de lesões. 
Em 22 de abril de 2022, Baldwin se declarou para o draft da NBA de 2022, abrindo mão de sua elegibilidade universitária restante.

## Carreira profissional

### Golden State / Santa Cruz Warriors (2022–2023)
Baldwin foi selecionado pelo Golden State Warriors como a 28ª escolha geral no draft da NBA de 2022. Em 6 de julho de 2022, Baldwin assinou um contrato de 4 anos e US$11.4 milhões com os Warriors.
Baldwin foi designado para o afiliado dos Warriors na G-League, o Santa Cruz Warriors, em 24 de outubro de 2022. Ele então fez sua estreia na NBA em 30 de outubro em uma derrota por 128–114 para o Detroit Pistons, jogando apenas no minuto final do jogo.
Em 21 de dezembro de 2022, Baldwin marcou a melhor pontuação da carreira com 17 pontos em uma derrota de 143–113 para o Brooklyn Nets. Essa performance foi seguida por uma exibição de 11 pontos em uma vitória de 112–107 sobre o Utah Jazz. Baldwin foi designado para a G-League novamente em 5 de fevereiro de 2023.

### Washington Wizards / Capital City Go-Go (2023–Presente)
Em 6 de julho de 2023, os Warriors negociaram Baldwin, junto com Jordan Poole, Ryan Rollins e escolhas de draft, para o Washington Wizards em troca de Chris Paul.

## Estatísticas da carreira

### NBA

#### Temporada regular
| Ano      | Equipe       | PJ | PT | MPJ  | AP   | 3P   | LL   | RT  | AS | BR | TO | PPJ |
| -------- | ------------ | -- | -- | ---- | ---- | ---- | ---- | --- | -- | -- | -- | --- |
| 2022–23  | Golden State | 31 | 0  | 7.3  | .394 | .381 | .667 | 1.3 | .4 | .2 | .1 | 3.9 |
| 2023–24  | Washington   | 38 | 7  | 13.0 | .381 | .320 | .679 | 3.2 | .8 | .5 | .4 | 4.4 |
| Carreira | Carreira     | 69 | 7  | 10.1 | .387 | .350 | .673 | 2.2 | .6 | .3 | .2 | 4.1 |

#### Playoffs
| Ano      | Equipe   | PJ | PT | MPJ | AP   | 3P   | LL | RT  | AS  | BR  | TO  | PPJ |
| -------- | -------- | -- | -- | --- | ---- | ---- | -- | --- | --- | --- | --- | --- |
| 2023     | Warriors | 3  | 0  | 3.8 | .000 | .000 | –  | 1.0 | 0.3 | 0.0 | 0.0 | 0.0 |
| Carreira | Carreira | 3  | 0  | 3.8 | .000 | .000 | –  | 1.0 | 0.3 | 0.0 | 0.0 | 0.0 |

### Universidade
| Ano     | Equipe    | PJ | PT | MPJ  | AP   | 3P   | LL   | RT  | AS  | BR  | TO  | PPJ  |
| ------- | --------- | -- | -- | ---- | ---- | ---- | ---- | --- | --- | --- | --- | ---- |
| 2021–22 | Milwaukee | 11 | 10 | 28.5 | .344 | .266 | .743 | 5.8 | 1.5 | 0.8 | 0.8 | 12.1 |